# Nightstalkers
Pour les articles homonymes, voir Night Stalker.
 (juillet 2008).
Les Nightstalkers sont une équipe d’experts en sciences occultes appartenant à l’univers de Marvel Comics. Les personnages préexistaient en tant que chasseurs de vampires et ont été associés dans Doctor Strange vol. 2 #61, en 1983. Ils sont apparus pour la première fois en tant qu’équipe constituée dans Nightstalkers #1. Cette série, écrite par D.G. Chichester et dessinée par Ron Garney, se compose de 18 numéros publiés entre 1992 et 1994.

## Historique de la publication
À l’aube des années 1990, l’éditeur de comics de super-héros Marvel décide de réactualiser ses héros démoniaques et lance une vague de nouveaux titres. Certains, comme Nightstalkers ou Darkhold, sont des concepts originaux, d’autres sont des relances d’anciennes séries revisitées dans une atmosphère plus sombre comme Ghost Rider vol. 2, Morbius, the Living Vampire ou Blade. Les premiers numéros de chaque série constituent le crossover Rise of the Midnight Sons.

## Synopsis
Les Nightstalkers forment un trio fictif dans l’univers Marvel qui doit combattre des menaces occultes et surnaturelles.
Il se compose des chasseurs de vampires Blade et Frank Drake (qui ont déjà combattu le Comte Dracula dans la série des années 1970, Tomb of Dracula) ainsi que du détective privé Hannibal King, un « néo-vampire » possédant leurs capacités, mais n’ayant pas besoin de boire du sang pour étancher sa soif. Ils sont rassemblés par le Docteur Strange dans Nightstalkers #1 (novembre 1992) pour lutter contre une menace immédiate, mais également à des fins plus grandes et non dévoilées.

## Une équipeborderline
Avant d’être formellement rassemblés en tant que Nightstalkers, le trio a fondé l’agence de détectives de King, Drake et Blade, renommée plus tard Borderline Investigations.
Après que Strange ait manipulé l’équipe pour former les Nightstalkers, ils combattent des ennemis surnaturels émergents, parmi lesquels les Lilin, Meatmarket, le Département de l’armement occulte de l’HYDRA (DOA) et son chef, le lieutenant Belial, et, en toute fin, le Seigneur des Vampires, Varnae. Ils ont également affronté le clone renégat de Dracula, Bloodstorm.

## L’histoire deTomb of Dracula
Dans l’arc final (#16-18, de février à avril 1994), la maison de King et le bureau de l’agence Borderline ont été détruits dans un incendie. Il a été déclenché par un robot Dreadnought de l’HYDRA, qui vola le fusil anti-occulte de Drake, l’Exorciste. L’équipe s’est disloquée. Une brève reformation dans la maison de Blade s'est faite à la requête du Docteur Strange. L'équipe a été contactée par Domini, la « veuve » de Dracula : elle avait besoin de leur aide pour retrouver Janus, son fils enlevé. C'est la fin d'une intrigue commencée dans Tomb of Dracula.
Strange y a révélé que « la formule Montesi » s’affaiblissait. Elle avait éliminé et empêché l'apparition de futurs vampires de l’univers Marvel. En réponse, il avait rassemblé les trois chasseurs vampires les plus expérimentés. Son but était d'aiguiser leurs compétences et leur collaboration avant que Dracula, le seigneur de vampires, ne puisse revenir. Les trois Nightstalkers avaient été extrêmement traumatisés par leurs combats avec les premiers vampires. Strange leur a dissimulé l'information jusqu’au retour des vampires.
Dans un combat final, Varnae, le précédent seigneur des vampires déjà revenu, prend le contrôle psychique de King et le manipule afin qu'il tue ses camarades. King s’est alors sacrifié. Drake, profondément en colère et dépressif, tente alors de sacrifier sa propre vie pour tuer Varnae, en organisant une explosion alimentée d’exorciste[pas clair]. Blade s’était lui-même défendu face à son vieux camarade Taj Nital, de Tomb of Dracula, qui, entre ces deux feuilletons, s’était transformé en vampire.
Blade et Domini sont les seuls survivants et assistent aux funérailles de leurs coéquipiers. Blade fait la rencontre de King une nouvelle fois à la Nouvelle Orléans, dans une série suivante, Blade ; là-bas, il apprend que Blade a été transpercé par un pieu en métal (au lieu d'un pieu en bois ou en argent). Ça ne l’a pas tué, il a échappé à l’explosion, il est maintenant marqué et paralysé de corps et d'esprit.
La série a initialement été créée par l’écrivain Dan G. Chichester, sur les dessins de Ron Garney et encré par Tom Palmer, qui reprend son rôle de Tomb of Dracula. Après 11 numéros, Steven Grant a repris le scénario, avec Frank Lovece dans les trois livraisons, augmentant le rôle des trois personnages des années 1970 : Mark Pacella, Kirk Van Wormer et Andrew Wildman.
La série de 1994, Blade, a été annulée avant qu’un scénario n'explique pourquoi Drake et King ont survécu.

## Blade: Trinity
Une version révisée des Nightstalkers a été montrée en 2004 dans le film Blade : Trinity, mettant en vedette Wesley Snipes dans le rôle de Blade, aux côtés de Jessica Biel (Abigail Whisler) et Ryan Reynolds (Hannibal King). Dans le film, Blade n’est pas un Nightstalker, mais leur allié, bien qu’avec regret, puisqu’ils sont plus jeunes et, à ses yeux, moins expérimentés. Par opposition à sa nature plus adulte et réservée dans les comics, Hannibal King est dépeint comme un personnage plein d’humour et extraverti, à l’instar d’un Van Wilder. Drake n’apparaît pas comme un Nightstalker ou un descendant de Dracula, mais plutôt comme Dracula lui-même (mais seulement présenté comme Drake). Abigail Whistler est la leader improvisée du groupe. Il y a aussi, contrairement aux comics, plusieurs membres inadaptés pour l’action physique qui restent au quartier général dans des rôles de soutien.